# Aponotoreas incompta
Aponotoreas incompta är en fjärilsart som beskrevs av Alfred Philpott 1918. Aponotoreas incompta ingår i släktet Aponotoreas och familjen mätare. Inga underarter finns listade i Catalogue of Life.